# Pachycara lepinium
Pachycara lepinium är en fiskart som beskrevs av Anderson och Peden, 1988. Pachycara lepinium ingår i släktet Pachycara och familjen tånglakefiskar. Inga underarter finns listade i Catalogue of Life.